# Мови Брунею
У Брунеї існує суттєве різноманіття мов, незважаючи на невелику територію та населення країни. Більшість населення Брунею розмовляє малайською мовою, причому офіційною є літературна (стандартна) малайська мова, а в побуті користуються більш архаїчним брунейським діалектом. Також значна частина населення володіє англійською мовою внаслідок майже столітнього британського протекторату над Брунеєм. Частина населення вживає у побуті кедаянський діалект малайської, який близький до брунейського діалекту. 
У місцевих племенах зберігаються носії брунейсько-дусунської та брунейсько-бісайської мов, а також белайтської й мурутської (зокрема мова Лун Баванг) мов. Не визнається місцевою мовою, але використовується декількома тисячами мешканців джунглів ібанська мова.
Близько 40 тисяч мешканців Брунею є китайцями за походженням, які використовують хок'єнський, кантонський, хаккакський діалекти китайської мови, хоча молодь все більше переходить на мандаринський діалект. 
У країні станом на 2010-ті роки перебуває значна кількість робітників з Філіппін, які розмовляють тагальською мовою. Присутні робітники з Індії, Пакистану, Бангладеш, Таїланду — носії тамільської, бенгальської, урду, тайської мов.
Найменше носіїв пенанської мови, якою спілкуються близько 50 мешканців народності пунани, що живуть у довгому будинку в селі Кампунг-Суканг, в окрузі Белайт.

## Історія вжитку мов
Брунейська національна ідея ґрунтується на трьох принципах: малайська культурна та мовна приналежність, повага до ісламу, лояльність до султана. Малайська мова є історично найбільш важливою, оскільки саме нею користувалися всі етнічні групи для спілкування, а в незалежному Брунеї вона є частиною брунейської ідентичності. Нею в тому чи іншому ступені володіє більшість населення Брунею.
Мови 6 інших визнаних у Брунеї аборигенних груп (кедаянів, дусунів, бісая, мурутів, белайтів, тутонгів) до XX століття були більш поширені, але на сучасному етапі знаходяться в стані від вимирання до обмеженого користування на певних територіях. Белайтська мова майже зникла, трохи краще стан з її тутонгзьким діалектом.
Англійська мова розповсюджувалася у Брунеї під час британського протекторату (1888-1984). Але й після проголошення незалежності білінгвальна система освіти, введена 1985 року, закріплювала статус англійської. На початку XXI століття англійською володіють переважно освічені верстви населення.
Впродовж XX століття території на півдні округу Тембуронґ заселили ібани, декілька тисяч яких принесли й свою мову. 

## Малайська в Брунеї
Стан з малайською мовою в Брунеї лінгвісти описують як класичну диглосію. Літературна малайська вважається «високою» мовою, нею користуються в офіційних державних повідомленнях, у пресі, на телебаченні. Її ж вивчають у школі, але в побуті майже повністю домінує «низький» брунейський діалект малайської.  